# Kambay
Kambay (ou Cambay) est un État princier des Indes, de 1730 à 1948.
Ses souverains portaient le titre de « nabab ». En 1948, il était intégré dans l'État du Goujerat.

## Chronologie des nababs
Liste des nababs de Kambay de 1790 à 1948 :
- 1790-1823 Feth-Ali Khan
- 1823-1841 Banda-Ali Khan
- 1841-1880 Hussein-Yawar Khan Ier
- 1880-1915 Jaafar-Ali Khan Ier
- 1915-1948 Hussein-Yawar Khan II